# روجر كناب
روجر كناب (بالإنجليزية: Roger William Knapp)‏ هو لاعب كرة مضرب أمريكي، ولد في 7 سبتمبر 1959 في دي موين في الولايات المتحدة، وتوفي في 30 مارس 2008 في ساراسوتا في الولايات المتحدة بسبب أم الدم الأبهرية.

## وصلات خارجية
- روجر كناب على موقع رابطة محترفي التنس (الإنجليزية)
- روجر كناب على موقع الاتحاد الدولي لكرة المضرب (الإنجليزية)
- روجر كناب على موقع خلاصة التنس.كوم (الإنجليزية)